# Гулевич, Виктор Владимирович
Виктор Владимирович Гулевич (бел. Віктар Уладзіміравіч Гулевіч, род. 14 мая 1969, д. Великая Падерь, Слуцкий район, Минская область, БССР, СССР) — белорусский военачальник. Начальник Генерального штаба — первый заместитель Министра обороны Республики Беларусь (11 марта 2021 — 10 мая 2024), генерал-майор (2020). Кандидат военных наук (2018), заслуженный специалист Вооружённых Сил Республики Беларусь (2019).
Из-за поддержки российско-украинской войны — под санкциями 27 стран ЕС, Великобритании, Канады и других стран.

## Биография
Родился в 1969 году в деревне Большая Падерь Слуцкого района Минской области Белорусской ССР. После учёбы в средней школе поступил в Московское высшее общевойсковое командное училище им. Верховного Совета РСФСР, которое окончил с красным дипломом в 1990 году.
Службу начал командиром мотострелкового взвода в Западной группе войск в Германии. Затем проходил службу в Вооружённых силах РФ в Закавказском военном округе.
После распада СССР, вернулся на родину, где прошёл путь от командира взвода до командира парашютно-десантного полка 103-й отдельной гвардейской воздушно-десантной дивизии.
В 2002 году окончил с золотой медалью Командно-штабной факультет Военной академии Республики Беларусь. Проходил службу на различных командных должностях, в том числе начальник штаба — первый заместитель командира 38-й отдельной гвардейской десантно-штурмовой бригады и командира 38-й отдельной гвардейской десантно-штурмовой бригады.
В 2017 году окончил факультет Генерального штаба Вооружённых Сил Республики Беларусь.
В 2018 году защитил научную диссертацию, став кандидатом военных наук.
Назначен на должность начальника штаба – первого заместителя командующего силами специальных операций (ССО) вооружённых сил Республики Беларусь.
В феврале 2020 года был назначен командующим войсками Западного оперативного командования Вооружённых сил Республики Беларусь. 18 июня 2020 года присвоено воинское звание генерал-майор.
11 марта 2021 года назначен Начальником Генерального штаба — первым заместителем Министра обороны Республики Беларусь.
10 мая 2024 года освобождён от должности и уволен с военной службы в запас по возрасту с правом ношения военной формы одежды.

## Международные санкции
После начала вторжения России на Украину в 2022 году Гулевич был включён в «Чёрный список ЕС», так как «является частью белорусской армии, поддержавшей военную агрессию России против Украины».
17 ноября 2022 года включён в санкционный список Канады «близких соратников режима» за роль в размещении и транспортировке российского военного персонала и техники, участвовавших во вторжении на Украину.
По аналогичным основаниям находится под санкциями Великобритании, Новой Зеландии, Японии, Швейцарии, Украины и Австралии.

## Награды
- Заслуженный специалист Вооружённых Сил Республики Беларусь (2019),
- Орден «За службу Родине» III степени (2012),
- Медаль «За безупречную службу» I степени,
- Медаль «За безупречную службу» II степени,
- Медаль «За безупречную службу» III степени,
- Медали СССР,
- Медали РБ.